# Sosnów (polana)
Sosnów – dość duża, położona na wysokości 500–610 m polana na północno-wschodnim stoku Sokolicy w Pieninach. Dawniej używano również nazwy Sosnowo, Sosnówka. Otoczona jest świerkowo-jodłowym lasem w którym po południowej stronie ukryta jest Hukowa Skała. Z polany rozciąga się dość obszerny widok na Beskid Sądecki, szczególnie na Dzwonkówkę i Małe Pieniny, w których widoczne są (w kolejności od lewej strony): Niżny Groń, Groń, Palenica, Szafranówka i Bystrzyk z Białą Skałą. W dole tuż pod polaną widoczny jest porośnięty lasem wierzchołek Długiego Gronika (569 m). Przez polanę prowadzi szlak turystyczny zwany Sokolą Percią.

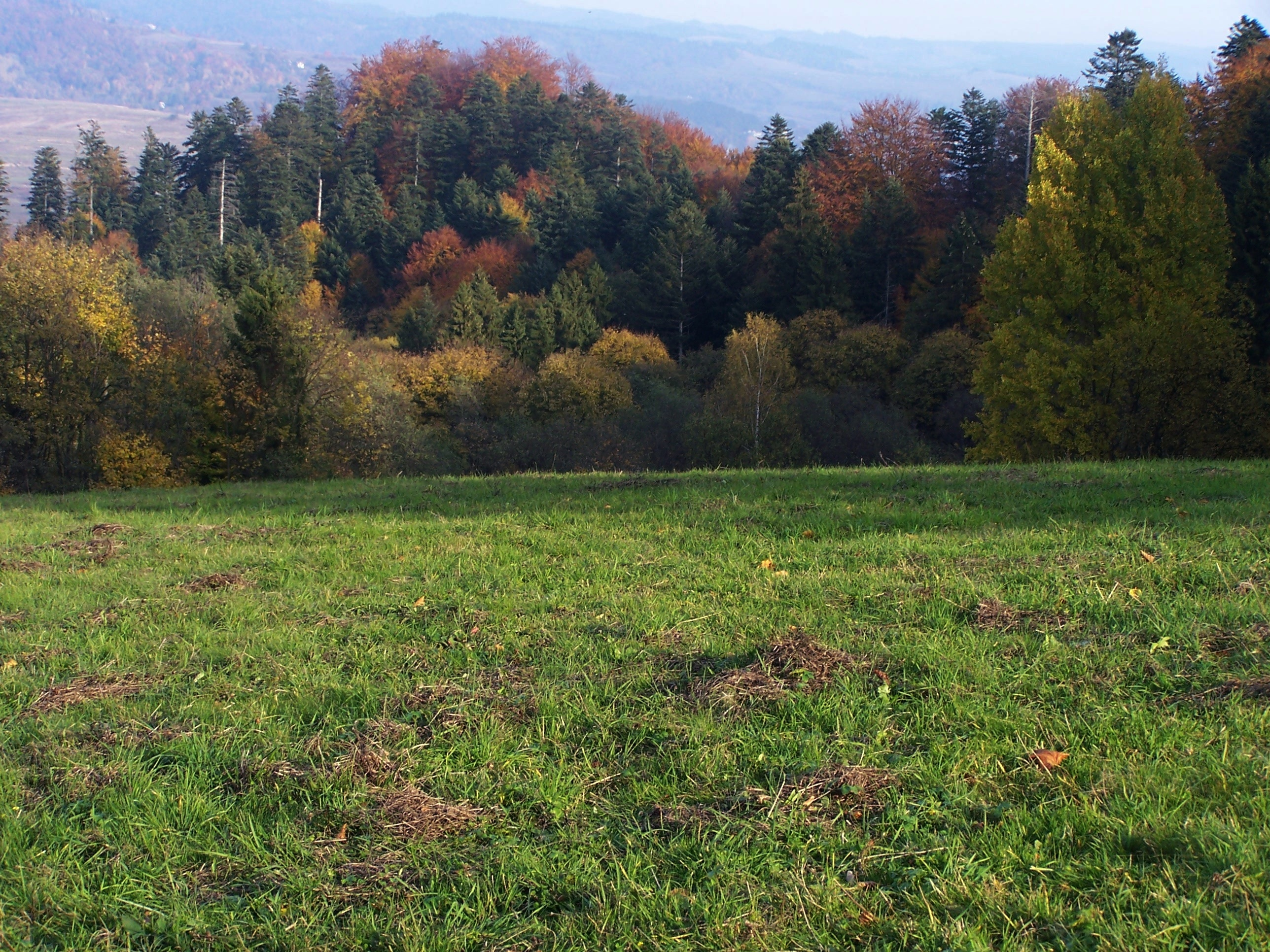
Polana Sosnów i widok na Długi Gronik

Polana znajduje się na obszarze Pienińskiego Parku Narodowego, w granicach Krościenka nad Dunajcem w województwie małopolskim, w powiecie nowotarskim.

## Szlaki turystyki pieszej
(Sokola Perć) od przystani promowej Nowy Przewóz w Szczawnicy promem na drugą stronę Dunajca, dalej przez Sokolicę, Czertezik i Czerteż na Bajków Groń. Czas przejścia od przeprawy promowej na Bajków Groń: 2:30 godz., ↓ 2:15 godz.